# 김바른
김바른(金바른, 1990년 3월 22일 ~)은 대한민국의 축구 선수이다.

## 선수 경력
2016년 2월 18일(한국시각), 태국 디비전2(3부리그) 소속의 사툰 유나이티드와 계약해서 청춘FC 헝그리 일레븐에 출연했던 선수들 중에서 두 번째로 프로에(첫 번째는 남하늘(고양 자이크로 FC)), 첫 번째로 해외 진출하는 선수가 되었다. 2년 계약으로 김바른은 사툰 유나이티드의 2부리그 승격을 위해 수비진을 지킬 예정이었으나 방출 당하였다.

## 같이 보기
- 청춘FC 헝그리 일레븐